# Kanton Anglet-Sud
Kanton Anglet-Sud (francouzsky Canton d'Anglet-Sud) je francouzský kanton v departementu Pyrénées-Atlantiques v regionu Akvitánie. Tvoří ho pouze jižní část města Anglet.